# La Mákina
La Mákina ist eine Merenguegruppe aus Puerto Rico.

## Werdegang
La Mákina wurde 1996 von Fernan Colón und Orlando Santana gegründet. Orlando Santana schrieb neun der insgesamt zehn Songs von ihrem ersten Album, welches 1996 erschien. Der Hit „La Reina“ wurde zu einem großen Erfolg in der Merengueszene. Im Oktober 1997 erschien ihr zweites Album „Los Reyes del Ritmo“. La Mákina erreichte auf verschiedenen Tourneen den Merengue auch international zu etablieren. Ihren Durchbruch hatten sie mit dem Hit „Voy a la Escuela“, es folgten weitere wie „Yo No Me Muero Por Nadie“, „No Me Digas que No“, „Están Bailando“, „Sufrir Y Llorar“, „Tus Besos“, „Celosa“, „Maria, Maria, Maria“, „Ojos Café“, „Piel Canela“ und „Chispa“.

## Diskografie
- La Mákina…A Mil (1996)
- Los Reyes del Pueblo (1997)
- Para el Bailador (1999)
- Internacional (2001)
- The Blood of my Race (2002)
- Un Tablazo (2002)
- Le Cantan a los Temerarios (2003)
- Cien Por Ciento (2005)
- Éxitos de La Mákina (2006)

## Besetzung
- Luis Aquino
- Hector Herreras
- Jose Diaz
- Richard Marcell
- Orlando Santana
- Anthony Maldonado[4]